# Етова (Арканзас)
Етова (англ. Etowah) — місто (англ. town) в США, в окрузі Міссіссіппі штату Арканзас. Населення — 254 особи (2020).

## Географія
Етова розташована на висоті 70 метрів над рівнем моря за координатами 35°42′57″ пн. ш. 90°13′51″ зх. д. / 35.71583° пн. ш. 90.23083° зх. д. (35.715734, -90.230772).  За даними Бюро перепису населення США в 2010 році місто мало площу 15,31 км², з яких 15,29 км² — суходіл та 0,01 км² — водойми.

## Демографія
Згідно з переписом 2010 року, у місті мешкала 351 особа в 133 домогосподарствах у складі 100 родин. Густота населення становила 23 особи/км².  Було 154 помешкання (10/км²). 
Расовий склад населення:
| - 91,2 % — білих - 1,1 % — чорних або афроамериканців - 0,3 % — азіатів - 5,1 % — осіб інших рас |

До двох чи більше рас належало 2,3 %. Іспаномовні складали 7,1 % від усіх жителів.
За віковим діапазоном населення розподілялося таким чином: 27,4 % — особи молодші 18 років, 60,6 % — особи у віці 18—64 років, 12,0 % — особи у віці 65 років та старші. Медіана віку мешканця становила 36,9 року. На 100 осіб жіночої статі у місті припадало 98,3 чоловіків;  на 100 жінок у віці від 18 років та старших — 91,7 чоловіків також старших 18 років.
Середній дохід на одне домашнє господарство  становив 42 734 долари США (медіана — 33 750), а середній дохід на одну сім'ю — 48 893 долари (медіана — 38 750). За межею бідності перебувало 22,1 % осіб, у тому числі 23,5 % дітей у віці до 18 років та 22,7 % осіб у віці 65 років та старших.
Цивільне працевлаштоване населення становило 118 осіб. Основні галузі зайнятості: роздрібна торгівля — 23,7 %, виробництво — 21,2 %, сільське господарство, лісництво, риболовля — 14,4 %, освіта, охорона здоров'я та соціальна допомога — 11,9 %.
За даними перепису населення 2000 року в Етові проживало 366 осіб, 106 сімей, налічувалося 137 домашніх господарств і 153 житлових будинки. Середня густота населення становила близько 23,9 осіб на один квадратний кілометр. Расовий склад Етови за даними перепису розподілився таким чином: 94,81 % білих, 1,37 % — чорних або афроамериканців, 1,64 % — корінних американців, 1,64 % — представників змішаних рас, 0,55 % — інших народів. іспаномовні склали 0,82 % від усіх жителів містечка.
З 137 домашніх господарств в 36,5 % — виховували дітей віком до 18 років, 60,6 % представляли собою подружні пари, які спільно проживали, в 11,7 % сімей жінки проживали без чоловіків, 22,6 % не мали сімей. 18,2 % від загального числа сімей на момент перепису жили самостійно, при цьому 6,6 % склали самотні літні люди у віці 65 років та старше. Середній розмір домашнього господарства склав 2,67 особи, а середній розмір родини — 3,07 особи.
Населення містечка за віковим діапазоном за даними перепису 2000 року розподілилося таким чином: 28,1 % — жителі молодше 18 років, 7,4 % — між 18 і 24 роками, 31,1 % — від 25 до 44 років, 21,9 % — від 45 до 64 років і 11,5 % — у віці 65 років та старше. Середній вік мешканця склав 34 роки. На кожні 100 жінок в Етові припадало 94,7 чоловіків, у віці від 18 років та старше — 105,5 чоловіків також старше 18 років.
Середній дохід на одне домашнє господарство в містечкі склав 21 563 долара США, а середній дохід на одну сім'ю — 23 750 доларів. При цьому чоловіки мали середній дохід в 19 643 долара США на рік проти 17 679 доларів середньорічного доходу у жінок. Дохід на душу населення в містечкі склав 8890 доларів в рік. 13,3 % від усього числа сімей в населеному пункті і 19,1 % від усієї чисельності населення перебувало на момент перепису населення за межею бідності, при цьому 20,5 % з них були молодші 18 років і 23,6 % — у віці 65 років та старше.